# Karl Schlögel
Karl Schlögel, född 7 mars 1948, är en tysk historiker med fokus på bland annat Östeuropa, stalinism och den ryska diasporan. På svenska finns bland annat boken Terror och dröm utgiven i översättning av Peter Handberg.